# 桑切斯 (山美納省)
19°13′48″N 69°37′12″W / 19.23000°N 69.62000°W
桑切斯（西班牙語：Sánchez），是多明尼加共和國的城鎮，位於該國東北部，由山美納省負責管轄，面積328.53平方公里，主要經濟活動是農業，2012年人口20,865，人口密度每平方公里64人。